# Hrabia Morton

## Informacje ogólne
Rodzina Douglasów należy do jednej z najbardziej prominentnych i najbardziej utytułowanych rodzin arystokratycznych w Wielkiej Brytanii. Z rodziny Douglasów wywodzi się szereg rodów arystokratycznych:
- Książęta Hamilton - używający podwójnego nazwiska Douglas-Hamilton
  - Hrabiowie Angus
  - Hrabiowie Selkirk
- Markizowie Queensberry
- Hrabiowie Morton

Tytuł hrabiego Morton (ang. Earl of Morton) został kreowany w parostwie Szkocji w 1458 r. dla Jamesa Douglasa 3. Lorda Dalkeith z dodatkowym tytułem:
- baron Aberdour (ang. Lord Douglas of Aberdour).

## Douglasowie z Hermiston
- 11xx - 1177: Sir William Douglas z Hermiston - Protoplasta rodu Douglasów
- 1177–1240: Sir Archibald Douglas z Hermiston - Syn poprzednika
- 1240–1277: Sir Andrew Douglas z Hermiston - Syn poprzednika, Brat 1. Lorda Douglas
- 1277–1296: Sir William Douglas z Hermiston - Syn poprzednika
- 1296–1323: Sir James Douglas z Lothan - Syn poprzednika
- 1323–1350: Sir John Douglas z Lothan - Syn poprzednika
- 1350–1420: Sir James Douglas z Lothan - Syn poprzednika
- 1420–14xx: Sir James Douglas 1. Lord Dalkeith - Syn poprzednika

## Baronowie Dalkeith (parostwo Szkocji 1. kreacji)
- 1420–14xx: Sir James Douglas 1. Lord Dalkeith - Syn poprzednika
- 14xx - 14xx: Sir James Douglas 2. Lord Dalkeith - Syn 1. Lorda Dalkeith
- 14xx - 1492: James Douglas 1. Hrabia Morton, 3. Lord Dalkeith - Syn 2. Lorda Dalkeith

## Hrabiowie Morton (parostwo Szkocji 1. kreacji)
- 14xx - 1492: James Douglas 1. Hrabia Morton, 3. Lord Dalkeith - Syn 2. Lorda Dalkeith
- 1492–1515: John Douglas 2. Hrabia Morton - Syn 1. Hrabiego Morton
- 1515–1550: James Douglas 3. Hrabia Morton - Syn 2. Hrabiego Morton
  - Elżbieta Douglas - Córka 3. Hrabiego Morton, żona 4. Hrabiego Morton
- 1550–1581: James Douglas 4. Hrabia Morton - Zięć 3. Hrabiego Morton
- 1581–1588: Archibald Douglas 8. Hrabia Anguus, 5. Hrabia Morton - Bratanek 4. Hrabiego Morton

Tytuł Hrabiego Morton odziedziczył William Douglas z Lochleven kuzyn w 12 pokoleniu 1. Hrabiego Morton.
Tytuł Barona Dalkeith (ang. Lord Douglas of Dalkeith) wygasł w 1550 r. ze śmiercią 3. Hrabiego Morton.

## Douglasowie z Lochleven
- 13xx - 1323: Sir James Douglas z Lochleven - Syn Johna Douglasa z Lothan
- 13xx - 1421: Sir William Douglas z Lochleven - Syn poprzednika
- 1421–1476: Sir Henry Douglas z Lochleven - Syn poprzednika
- 1476–15xx: Sir Robert Douglas z Lochleven - Syn poprzednika
- 15xx - 15xx: Sir Thomas Douglas z Lochleven - Syn poprzednika
- 15xx - 1547: Sir Robert Douglas z Lochleven - Syn poprzednika
- 1547–1606: William Douglas 5, Hrabia Morton - Syn poprzednika

## Hrabiowie Morton (parostwo Szkocji 1. kreacji)
- 1588–1606: William Douglas 6, Hrabia Morton - Kuzyn w 12 pokoleniu 1. Hrabiego Morton
  - Sir Robert Douglas - Syn 6. Hrabiego Morton
- 1606–1648: William Douglas 7, Hrabia Morton - Wnuk 6. Hrabiego Morton
- 1648–1649: Robert Douglas 8, Hrabia Morton - Syn 7. Hrabiego Morton
- 1649–1681: William Douglas 9, Hrabia Morton - Syn 8. Hrabiego Morton
- 1681–1686: James Douglas 10, Hrabia Morton - Syn 7. Hrabiego Morton
- 1686–1715: James Douglas 11, Hrabia Morton - Syn 10. Hrabiego Morton
- 1715–1730: Robert Douglas 12, Hrabia Morton - Brat 11. Hrabiego Morton, Syn 10. Hrabiego Morton
- 1730–1738: George Douglas 13, Hrabia Morton - Brat 12. Hrabiego Morton, Syn 10. Hrabiego Morton
- 1738–1768: James Douglas 14, Hrabia Morton - Syn 13. Hrabiego Morton
- 1768–1774: Sholto Douglas 15, Hrabia Morton - Syn 14. Hrabiego Morton
- 1774–1827: George Douglas 16, Hrabia Morton - Syn 15. Hrabiego Morton
- 1827–1858: George Douglas 17, Hrabia Morton - Syn 16. Hrabiego Morton
- 1858–1884: Sholto Douglas 18, Hrabia Morton - Syn 17. Hrabiego Morton
- 1884–1935: Sholto Douglas 19, Hrabia Morton - Syn 18. Hrabiego Morton
  - Sir Sholto Douglas Lord Aberdour - Syn 19. Hrabiego Morton
- 1935–1976: Sholto Douglas 20, Hrabia Morton - Wnuk 19. Hrabiego Morton
  - Sir Charles Douglas - Syn 19. Hrabiego Morton
- 1976: John Douglas 21, Hrabia Morton - Wnuk 19. Hrabiego Morton

Następcą 21. Hrabiego Morton jest John Douglas Lord Aberdour - Syn 21. Hrabiego Morton
Następcą Lorda Aberdour jest John Douglas Master Aberdour - Wnuk 21. Hrabiego Morton